# Tremetusia
Tremetusia, staroż. Tremitunt (gr. Τρεμετουσιά, tur. Erdemli) – wieś na Cyprze, w dystrykcie Larnaka. Biskupem Tremituntu był św. Spirydon.